# Tystnadsplikt
Tystnadsplikt (även kallat sekretess) innebär att en person inte får delge särskild information. Det kan röra sig om anställda som inte får informera om sina klienter, men även företag med hemlig information. Vanliga befattningar där tystnadsplikt förekommer är hos läkare, sjuksköterskor, lärare, poliser, präster, advokater, socionomer och psykologer. Hur strikt tystnadsplikten är varierar mellan olika yrken. I Sverige har präster bland de strängaste tystnadsplikterna som finns, växeltelefonister och skatterevisorer har en relativt sträng tystnadsplikt, men kan dock till exempel åläggas att vittna vid domstol. En rad andra yrken som har tystnadsplikt har skyldighet att vända sig till polis om det framkommer att brott har begåtts som skulle kunna ge två års fängelse eller mer.

## Tystnadsplikt hos präster och diakoner i Sverige
Präster i Sverige har en särskild lagstödd tystnadsplikt, ofta kallad "absolut tystnadsplikt", enligt vilken prästen inte för någon får avslöja något som framkommit vid bikt eller enskild själavård eller ens nämna att sådant samtal har ägt rum. Uppgifter som framkommit vid sådant samtal får inte användas i något annat sammanhang.  Ingen kan lösa prästen från tystnadsplikten. Prästen kan inte anmäla till någon myndighet eller berätta för någon annan vad som framkommit vid sådant samtal.  Prästen får inte inkallas som vittne vid domstol om sådant som framkommit vid bikt och enskild själavård. Det är förbjudet att röja uppgifter i skriftliga handlingar som framkommit vid bikt eller enskild själavård. Det kan inte göras någon prövning av om sådana uppgifter kan leda till skada eller men för den enskilde. Innehållet i bikt och enskild själavård är undantaget från meddelarfriheten. Uppgifter som framkommit vid bikt eller enskild själavård får inte lämnas ut till granskning av tillsynsorgan. Prästens tystnadsplikt är livsvaraktig. 
Prästens absoluta tystnadsplikt gäller två typer av situationer dels bikt, dvs ett enskilt samtal i avskildhet mellan en präst och en konfident med syftet att konfidenten skall bekänna sina synder och få avlösning för dem, dels enskild själavård, dvs ett samtal som sker under avskildhet i ett personligt möte mellan en präst eller en diakon och en konfident eller en liten grupp av konfidenter (t.ex. en familj eller ett par makar) med ett gemensamt problem som de vill bearbeta tillsammans.
En diakons tystnadsplikt är inte lika restriktiv som prästens, och hindrar inte diakonen från att lämna ut information om samtalet när konfidenten medger detta eller när diakonen blir kallad som vittne. Diakonen får även bryta tystnadsplikten när det föreligger anmälningsplikt enligt lag. I övrigt liknar diakonens tystnadsplikt prästens.

## Undantag för legitimerad vårdpersonal
Vårdpersonal har rätt att bryta sekretessen under vissa omständigheter, utan klientens medgivande. Exempel då det är straffritt att lämna ut uppgifter till myndigheter: 
- Om en person misstänks för brott som är så allvarligt att det ger minst ett års fängelse har vårdpersonal rätt att bryta mot tystnadsplikten genom att göra en polisanmälan om brottet och svara på frågor från polis och åklagare. Exempel på sådana brott är mord, våldtäkt och grov misshandel. Det finns också vissa trafikbrott med lägre straffskala, till exempel rattfylleri, som vårdpersonal har rätt att anmäla.
- Om en domstol, åklagar-, polis-, kronofogde- eller skattemyndighet begär att få veta om en viss person vistas på en vårdinrättning
- Om socialstyrelsens råd för rättsliga, sociala och medicinska frågor behöver uppgifterna för sin verksamhet
- Om transportstyrelsen behöver uppgifterna för att pröva någons lämplighet att ha körkort, traktorkort eller taxiförarlegitimation
- Om uppgifterna behövs när det ska prövas om en student ska stängas av från högskoleutbildning
- Om uppgifterna behövs för en rättsmedicinsk undersökning.
- Vid nödsituation. Sekretessbestämmelserna får inte leda till att människors liv eller hälsa äventyras, se även Smittskyddslagen.